# Babylonie sous domination assyrienne
Pour un article plus général, voir Babylone (civilisation).
Sauf précision contraire, les dates de cet article sont sous-entendues « avant l'ère commune » (AEC), c'est-à-dire « avant Jésus-Christ ».
La période de domination assyrienne de la Babylonie s'étend sur un peu plus d'un siècle, de 729 aux environs de 620 av. J.-C., durant lequel l'empire néo-assyrien tente de stabiliser sa domination sur la Babylonie, après la conquête du royaume babylonien par Teglath-Phalasar III entre 747 et 729 av. J.-C. Les rois suivants tentent plusieurs méthodes pour renforcer leurs positions en Babylonie : certains se proclament directement rois de Babylone, d'autres établissent dans cette ville des rois placés sous leur coupe, ils octroient des franchises aux grandes villes pour éviter leurs rébellions. L'Assyrie s'ouvre également aux influences culturelles et religieuses babyloniennes. Mais finalement, aucune des tentatives de ces rois ne parvint à un résultat durable, et la période de domination assyrienne en Babylonie fut marquée par plusieurs épisodes violents, et une révolte finale menée par le babylonien Nabopolassar qui emporta l'empire assyrien entre 626 et 609 av. J.-C.

Carte des différentes phases d'expansion de l'empire néo-assyrien.

La Babylonie des premiers siècles du

## Le siècle de domination assyrienne en Babylonie (729-626 av. J.-C.)
Deux ans après sa prise de pouvoir, Teglath-Phalasar III/Pulû meurt (727). Son fils Salmanazar V continue de régner à la fois sur l'Assyrie et sur Babylone, où il prend pour nom Ulûlaiu. L'idéal d'unification de l'Assyrie et de la Babylonie est alors très développé chez les rois assyriens qui essaient pendant plus d'un siècle de stabiliser leur domination sur le sud mésopotamien par plusieurs moyens, sans jamais y arriver de façon durable. Les villes sont souvent déchirées entre factions pro-assyriennes et factions anti-assyriennes, et subissent plusieurs sièges, destructions et déportations.

### L'époque de Merodach-baladan
Des mouvements de résistance à la domination assyrienne se forment rapidement en Babylonie, notamment avec l'appui des Élamites, qui craignent la progression des Assyriens, et toujours les confédérations chaldéennes. Lorsque Salmanazar V est renversé par Sargon II en 722 en Assyrie, le chef de la tribu chaldéenne du Bīt-Yakīn, Merodach-baladan II, petit-fils de l'ancien souverain babylonien Eriba-Marduk, profite du trouble jeté dans le royaume du nord pour s'emparer du trône (Marduk-apla-iddina II,721-710). Il soumet toute la région, évinçant ses opposants. Sargon II, occupé ailleurs, laisse Merodach-baladan II en paix pendant douze ans. Mais en 710 il attaque les Babyloniens et leurs alliés Élamites. Il repousse ses adversaires vers le sud, s'empare de Dūr-Yakîn, la capitale du Bīt-Yakīn, avant de se livrer au pillage de toute la région. Merodach-baladan II a cependant eu le temps de lui échapper et de s'enfuir en Élam. Sargon a entrepris une série de mesures pacifiques pour stabiliser la situation en Babylonie. Il devient roi de Babylone, et assume cette charge comme un roi local : il accomplit des rituels comme la fête du Nouvel An dans cette ville, il reconstruit des sanctuaires, comme l'Eanna d'Uruk, des canaux d'irrigation, et octroie des remises de dettes et exemptions de taxes dus à l'État (andurāru) à plusieurs villes saintes comme Ur et Uruk,.
Après la mort de Sargon II en 705, son fils Sennachérib lui succède. Deux ans plus tard, Merodach-baladan II  revient et reprend le pouvoir à Babylone. Le roi assyrien envoie ses troupes, mais son adversaire leur échappe encore. En 700, une nouvelle invasion de la Babylonie est organisée par les Assyriens, qui chassent le roi babylonien une fois de plus; celui-ci se réfugie dans les marécages du sud d'où il ne reviendra plus.

### Destructions et reconstructions

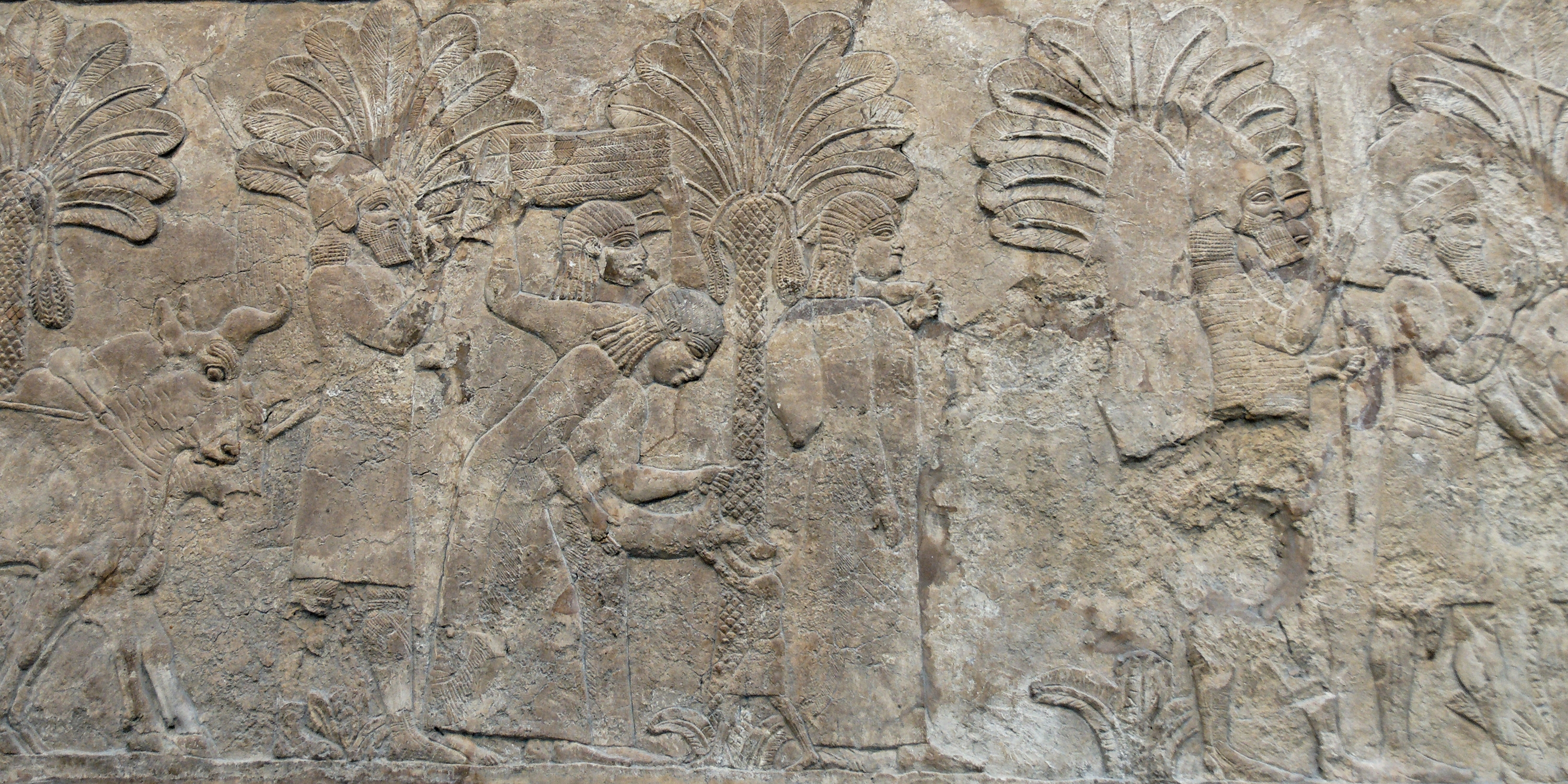
Bas-relief du palais d'Assurbanipal à Ninive représentant des prisonniers de Babylonie versant un tribut.

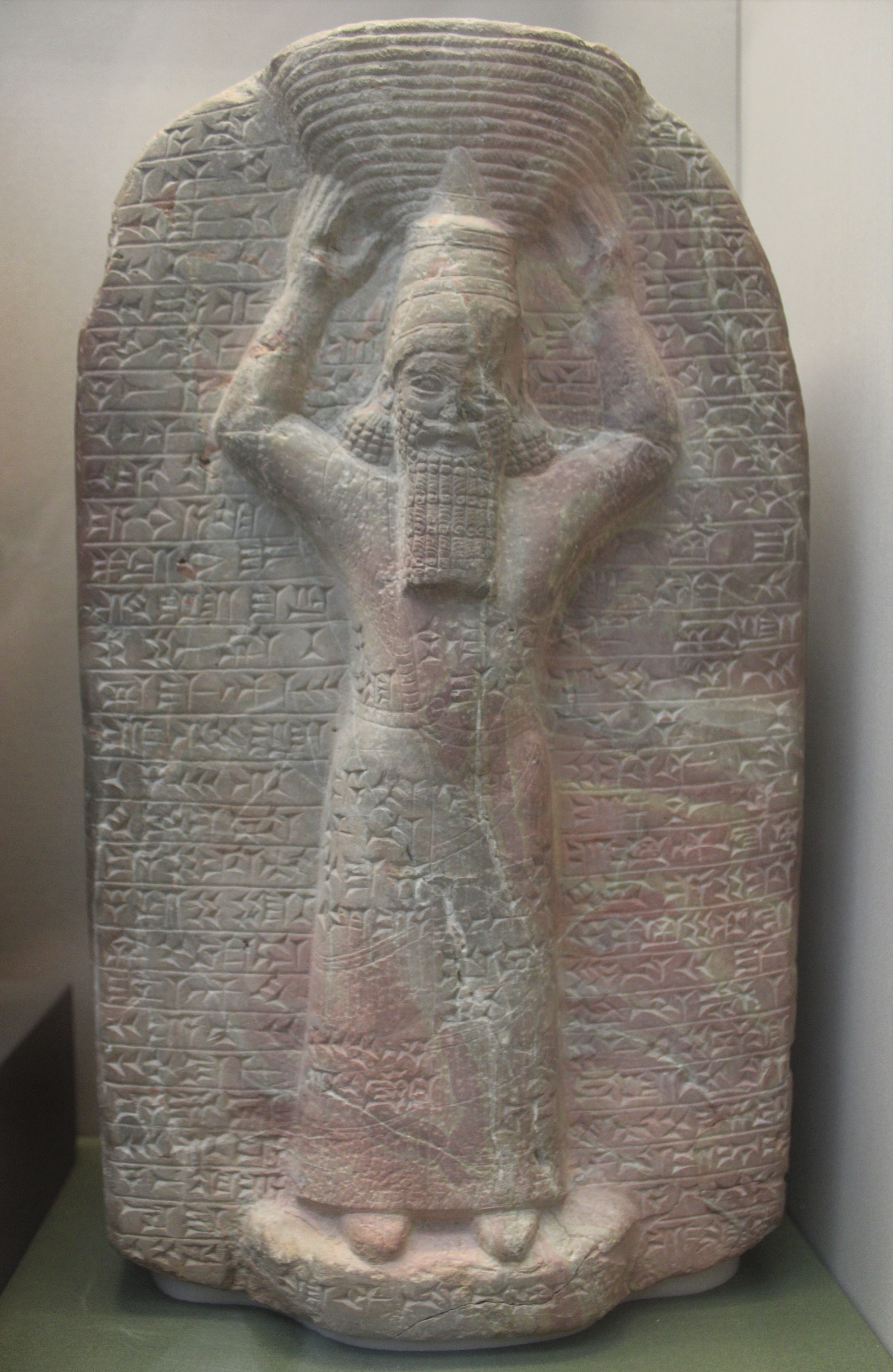
Assurbanipal représenté en bâtisseur, sur une stèle commémorant la restauration de l'Esagil après la destruction de Babylone par Sennachérib.

Pendant ces quelques années, Sennachérib a choisi de confier le trône de Babylone à des hommes de confiance plutôt que de se proclamer lui-même roi de cette ville : d'abord au babylonien Bel-ibni, qui a été élevé à la cour assyrienne, et ensuite, après que ce dernier se fut révélé incapable à faire face à Merodach-baladan, à son fils aîné Assur-nadin-shumi. Mais ce dernier ne tient que cinq ans, car il est renversé en 694 par les Babyloniens qui le livrent au roi d'Élam; celui-ci l'emmène dans son pays et le fait exécuter. Deux souverains chaldéens tiennent successivement le pouvoir à Babylone : Nergal-ushezib puis Mushezib-Marduk. Ce dernier est tué en 689 lors de la réplique de Sennachérib. Exaspéré par la résistance acharnée des Babyloniens et par la mort de son fils aîné, il décide de porter un coup fatal à la ville qui lui cause tant de troubles : il ordonne le pillage et la destruction de la ville. Cet événement fut ressenti comme un sacrilège en Babylonie et parfois même en Assyrie, du fait du caractère sacré de la ville. En même temps, Sennachérib met en place en Assyrie un programme religieux visant à transférer à son dieu national Assur plusieurs attributs du dieu babylonien Marduk dont il a emporté la statue de culte à Assur, empêchant l'exercice de son culte à Babylone et marquant la soumission symbolique de la Babylonie à son royaume.

« Je saccageai de fond en comble la ville et les maisons, je les détruisis et les incendiai. Je rasai la muraille intérieure et le rempart extérieur, les temples et les ziggurats de brique et de terre, autant qu'il y en avait et je jetai (leurs décombres) dans le canal Arahtu. Au milieu de cette ville, je creusai des fossés et au moyen des eaux, je nivelai son site. Je fis disparaître ses fondations et rendis sa destruction plus grande encore que (n'aurait fait) un Déluge. Pour que, dans les jours à venir, l'emplacement de cette ville et de ses temples fût voué à l'oubli, je l'anéantis totalement sous les eaux et lui donnai comme fin de n'être que prairies inondées ... »

— Inscription de Sennachérib commémorant la destruction de Babylone.

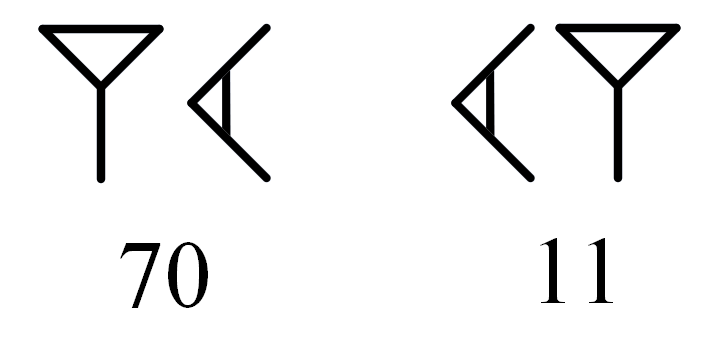
L'inversion des clous composant les signes 70 et 11 permet de justifier théologiquement la reconstruction de Babylone par Assarhaddon.

Le règne de Sennachérib s'achève par son assassinat organisé par son fils Arda-Mulissu (en). C'est son autre fils Assarhaddon qui prend le pouvoir en Assyrie et en Babylonie après une guerre civile. Adoptant une position opposée à celle de son père, il ordonne la reconstruction des grands monuments détruits à Babylone (quoi que l'ampleur des destructions reste discutée, les discours de propagande n'étant pas forcément fiables). Étant donné qu'une malédiction divine de 70 ans avait été prononcée contre Babylone après la destruction de Sennachérib, afin que l'entreprise de reconstruction soit menée à son but il fut décidé de lire le chiffre à l'envers : 70 (un clou simple suivi d'un chevron) fut lu 11 (un chevron suivi d'un clou simple) et le chantier put commencer :

« Quoiqu'il eût écrit soixante-dix ans, comme durée de sa désolation, le miséricordieux Marduk, lorsque son cœur se fut subitement apaisé, intervertit l'ordre des chiffres et décida que, onze années écoulées, elle serait habitée à nouveau »

— Inscription d'Assarhaddon sur la reconstruction de Babylone.
Assarhaddon ordonne la restitution des terres perdues par les habitants de la région méridionale au cours de cette période troublée, et octroie des chartes de franchises (kidinnu) à plusieurs villes,. Il entreprend également des chantiers dans d'autres grandes villes de Babylonie, notamment à Uruk où il fait restaurer le temple d'Ishtar. Cela lui sert sans doute à concilier les habitants de la région et témoigne peut-être d'une déférence envers la ville sainte outragée. La région reste d'ailleurs calme tout le long de son règne. À sa mort, alors que le trône d'Assyrie revient à son fils Assurbanipal, c'est son autre fils Shamash-shum-ukin qui devient roi de Babylone, tout en étant soumis à son frère qui ne se prive pas d'intervenir dans les affaires babyloniennes, et ne lui laisse du reste que le contrôle d'un territoire limité en Babylonie du nord. Shamash-shum-ukin ramène en 668 la statue de Marduk à Babylone, permettant la reprise du culte de ce dieu, et la reconstruction de la ville s'achève sous son patronage et celui de son frère aîné.
Après seize ans de règne en paix, Shamash-shum-ukin, apparemment gagné par l'esprit de rébellion babylonien qui se mêle aux rivalités qui secouent couramment la famille royale assyrienne, se révolte contre Assurbanipal en 652, avec l'aide chaldéenne et élamite. S'ensuit un conflit difficile, un siège de deux ans sous les murs de Babylone, et quand la ville tombe, Shamash-shum-ukin meurt dans l'incendie son palais. Une nouvelle répression et des déportations s'abattent alors sur la Babylonie, puis sur l'Élam dont la capitale Suse est saccagée. Assurbanipal place sur le trône de Babylone un certain Kandalanu (648-627), peut-être d'extraction babylonienne. Les années suivantes voient la paix régner en Babylonie comme en Élam, qui semblent hors d'état d'agir contre l'Assyrie. Comme son père, Assurbanipal procède durant son règne à des travaux à Babylone, et de ce fait cette cité ressort sans doute de la domination assyrienne avec un nouveau visage.

## La destruction de l'empire assyrien (626-609 av. J.-C.)
Malgré les tentatives répétées et les différentes solutions imaginées par les rois assyriens, la pacification de la Babylonie a systématiquement échoué, de la même manière que celle de la famille royale assyrienne, et c'est de ces deux échecs combinés que vient le déclenchement des événements conduisant à la chute de l'Assyrie.
À la mort d'Assurbanipal, son fils Assur-etil-ilani lui succède. Mais le frère du nouveau roi, Sîn-shar-ishkun, roi de Babylone comme Shamash-shum-ukin avant lui, se révolte tout en chassant de Babylonie un ancien général assyrien ambitieux qui avait tenté d'y prendre le pouvoir. Au même moment Nabopolassar, un chef militaire du Pays de la Mer (descendant de Merodach-Baladan II ?), fait à son tour sécession, peut-être avec l'appui de Sîn-shar-ishkun au départ. Ce dernier défait ensuite Assur-etil-ilani et monte sur le trône assyrien. Nabopolassar profite de la situation pour s'emparer de la Babylonie, dont il est le maître vers 616. Il lance ensuite plusieurs expéditions visant à isoler le cœur de l'Assyrie, qui est coupé du reste de ses possessions. Puis il est rejoint par Cyaxare, roi des Mèdes, qui lance à son tour ses troupes vers l'Assyrie. Les grandes villes assyriennes tombent l'une après l'autre : Assur en 614, puis Kalkhu peu de temps après, et enfin la capitale Ninive en 612. La dernière poche de résistance assyriennes est éliminée à Harran en 609. Les longs conflits entre Babylone et l'Assyrie ont donc finalement profité à la première, avec l'aide décisive des Mèdes (qui avaient sans doute surtout des visées de pillage), et le royaume du nord est définitivement éliminé et remplacé par son rival méridional qui récupère le reste de ses possessions durant les années suivantes.

## Influences religieuses et intellectuelles

### L'influence religieuse de Babylone en Assyrie: attraction et répulsion
À côté des rapports conflictuels avec l'Assyrie, Babylone exerce une influence religieuse et culturelle sur sa voisine septentrionale. Les cultes de divinités babyloniennes, Marduk et surtout Nabû, sont répandus en Assyrie. Sennachérib met en place un programme visant à supplanter le poids religieux de Babylone en transposant ses caractéristiques en Assyrie : le dieu Assur, considéré comme le véritable souverain de l'Assyrie et le roi des dieux dans ce pays, reprend de nombreux aspects de Marduk dont il est en quelque sorte le pendant assyrien ; on rédige ainsi une version assyrienne de l'Épopée de la Création avec le dieu assyrien pour héros en lieu et place du babylonien, la fête babylonienne du Nouvel An est transposée à Assur.

### Les copies de tablettes babyloniennes en Assyrie
Dans le même ordre d'idées, la bibliothèque royale de Ninive (la « Bibliothèque d'Assurbanipal ») s'enrichit à l'époque d'Assurbanipal de tablettes confisquées dans des centres intellectuels de Babylonie à la suite de la répression de la révolte de cette région, ou par la copie de tablettes babyloniennes. Ces éléments plaident en faveur d'une fascination pour la culture babylonienne chez les élites et les lettrés assyriens, qui il est vrai avaient déjà une culture très similaire à celle de la Babylonie.

### Histoire de Babylone et de l'Assyrie
- Béatrice André-Salvini (dir.), Babylone, Paris, Hazan - Musée du Louvre éditions, 2008
- Francis Joannès (dir.), Dictionnaire de la civilisation mésopotamienne, Paris, Robert Laffont, coll. « Bouquins », 2001
- Francis Joannès, La Mésopotamie au Ier millénaire avant J.-C., Paris, Armand Colin, coll. « U », 2000
- (en) Gwendolyn Leick (dir.), The Babylonian World, Londres et New York, Routledge, 2007
- Paul Garelli et André Lemaire, Le Proche-Orient Asiatique, tome 2 : Les empires mésopotamiens, Israël, Paris, Presses Universitaires de France, coll. « La Nouvelle Clio », 2001
- (it) Frederick Mario Fales, L'impero assiro, storia e amministrazione (IX-VII secolo A.C.), Rome, Laterza, 2001
- Sylvie Lackenbacher, Le palais sans rival : Le récit de construction en Assyrie, Paris, La Découverte, 1990, 223 p. (ISBN 2-7071-1972-5)
- (en) Paul-Alain Beaulieu, A History of Babylon, 2200 BC - AD 75, Hoboken et Oxford, Wiley-Blackwell, 2018 (ISBN 978-1-405-18899-9)

### Période de domination assyrienne
- (en) John Anthony Brinkman, Prelude to Empire : Babylonian Society and Politics, 747-626 B. C., Philadelphie, The Babylonian Fund, 1984
- (en) John Anthony Brinkman, « Babylonia in the shadow of Assyria (747-626 B.C. ) », dans John Boardman et al. (dir.), The Cambridge Ancient History, volume III part 2: The Assyrian and Babylonian Empires and other States of the Near East, from the Eighth to the Sixth Centuries B.C., Cambridge, Cambridge University Press, 1991, p. 1-70
- (en) Grant Frame, Babylonia 689–627 B.C. : A Political History, Istanbul, Nederlands historisch-archaeologisch Instituut te Istanbul, 1992
- (en) Grant Frame, The Royal Inscriptions of Mesopotamia, Babylonian Periods 2 : Rulers of Babylonia: From the Second Dynasty of Isin to the End of Assyrian Domination (1157–612 BC), Toronto, University of Toronto Press, 1995
- (en) Grant Frame, « Babylon: Assyria's problem and Assyria's prize », Journal of the Canadian Society for Mesopotamian Studies, vol. 3,‎ 2008, p. 21-31 (lire en ligne)
- (en) Eckart Frahm, « Assyria and the South: Babylonia », dans Eckart Frahm (dir.), A Companion to Assyria, Malden, Wiley-Blackwell, 2017, p. 286-298